# Hábito (ciencias de la salud)
En las ciencias de la salud, particularmente en las ciencias del comportamiento (la psicología), se denomina hábito a cualquier conducta repetida regularmente.
De acuerdo con la Real Academia de la Lengua Española, un hábito es el "modo especial de proceder o conducirse adquirido por repetición de actos iguales o semejantes, u originado por tendencias instintivas" (RAE 2006), como también, acciones que tendemos a realizar varias veces en el día que podemos diferenciar entre vicios y virtudes (Restrepo, S. 2021).

## Leyes del hábito
- El primer acto será tanto mejor reproducido cuantas más veces hubiera afectado a la consciencia
- La repetición favorece la reproducción y la vuelve habitual
- La repetición habitual disminuye el esfuerzo de reproducción
- La frecuencia de la reproducción disminuye gradualmente la duración necesaria para la reproducción
- La repetición habitual tiende a tornar la reproducción progresivamente menos consciente
- La repetición atenúa la tonalidad afectiva de los estados reproducidos
- La actividad motriz y la actividad intelectual, al contrario de la afectiva, son avivadas y acrecentadas con el hábito

Cinco métodos son los comúnmente usados para romper con las costumbres indeseables: 
1. Sustituir la acción habitual por una nueva
2. Repetir el comportamiento hasta que se vuelva agradable
3. Separar al individuo del estímulo que lo induce a determinada conducta
4. Habituación
5. Castigo

## Tipos de hábitos
- Hábitos físicos
- Hábitos afectivos
- Hábitos sociales
- Hábitos morales
- Hábitos intelectuales
- Hábitos mentales
- Hábitos de higiene
- Hábitos costumbristas
- Hábitos saludables
- Hábitos recreativos

## ¿Cómo se forman los hábitos?
Nadie nace con ellos, se adquieren, no suceden sin ser ocasionados. Cada persona suele moldear continuamente su forma de ser y de actuar, de acuerdo a las influencias que recibe del medio que la rodea; en la casa, en la escuela, en el trabajo, con los amigos, con todo esto vamos construyendo nuestra identidad, estilo de vida, y construimos así nuestro sistema de creencias y valores, el cual define la actitud que tendremos ante la vida y el rol que ocuparemos en la sociedad, mismo que estará presente en toda situación o actividad y puede ser modificado por las exigencias del medio.[cita requerida]
Los valores, ideas, sentimientos y experiencias significativas definen los hábitos de cada persona. Por tanto los hábitos se crean, no se obtienen por herencia, se pueden volver necesidades y nos llevan a realizar acciones automatizadas.[cita requerida]